# Crataegus rhipidophylla
Espèce
Classification APG III (2009)
Crataegus rhipidophylla est une espèce de plantes à fleurs de la famille des Rosaceae.

## Description
C'est une aubépine qui peut se présenter sous la forme d'un arbuste ou d'un arbre pouvant atteindre 7 m de haut.
Ses fruits possèdent un seul noyau (rarement deux), comme Crataegus monogyna, mais sont plus gros, de forme subglobuleuse, elliptique ou cylindrique. Elle s'en distingue par les lobes de ses feuilles finement dentées, contrairement à celles de C. monogyna qui sont irrégulièrement et plus grossièrement dentées.

## Répartition et habitat
C'est une espèce eurasienne que l'on trouve de la Scandinavie et de la région Baltique, à la France, aux Balkans, à l'Anatolie, au Caucase, à la Crimée, et à l'Ukraine.
Elle tolère mieux l'ombre que la plupart des autres espèces d'aubépines.

## Taxinomie
Le spécimen type pour Crataegus rhipidophylla est un holotype nommé par Michel Gandoger. L'échantillon a été collecté en 1870 à la Combe, à Liergues, Rhône, France.
Bien qu'il ne s'agisse pas d'une des espèces les plus fréquentes d'aubépines européennes, le spécimen type pour le genre Crataegus L. est un spécimen de C. rhipidophylla (initialement Crataegus oxyacantha L., nom. rejic.)

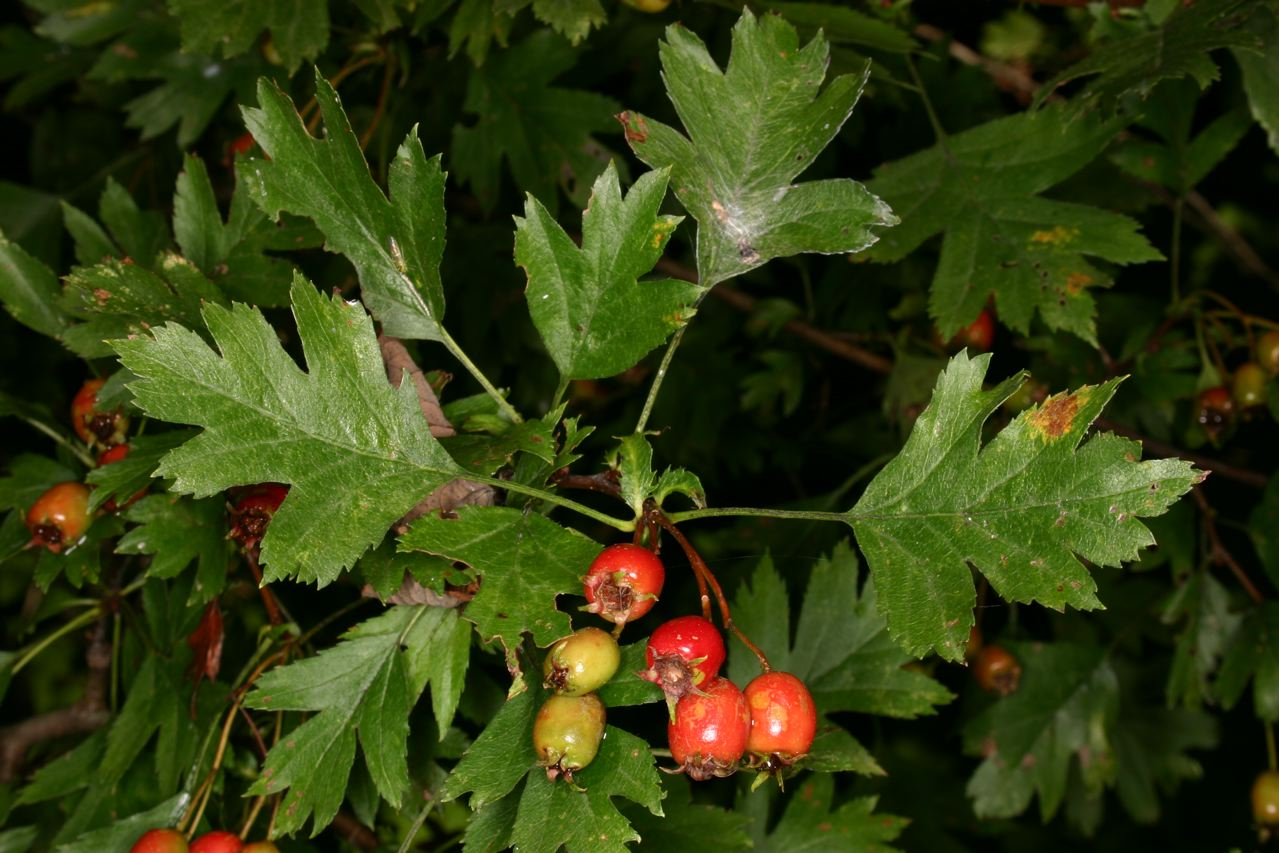
Rameau fructifère de Crataegus rhipidophylla.

Trois variétés sont actuellement reconnues ,
- C. rhipidophylla Gand var. rhipidophylla (C. rosiformis Janka, C. curvisepala Lindm., nom. illeg. superfl.) ;
- C. rhipidophylla var. ronnigeri (K. Malý) Janjić, syn. C. rhipidophylla var. lindmanii (Hrabetová) K.I.Chr., C. lindmanii Hrabetová ;
- C. rhipidophylla var. kutahyaensis Dönmez.

C. rhipidophylla var. ronnigeri se reconnaît à ses sépales érigés ou subérigés couronnant le fruit
L'espèce est à l'origine de plusieurs hybrides (voir tableau). C. × macrocarpa Hegetschw. (avec C. laevigata (Poir.) DC.) et C. × subsphaericea Gand. (avec C. monogyna Jacq.) sont des formes intermédiaires en taille et en morphologie par rapport aux parents. C. × subsphaericea peut être trouvée à l'extérieur de l'aire de répartition des parents. C. × browicziana K. I. Chr. est l'hybride avec C. microphylla K.Koch.